# Zbrodnia w Lesie Siekierzyńskim
Zbrodnia w Lesie Siekierzyńskim – popełniony przez żołnierzy Armii Krajowej mord na grupie 30–60 Żydów dokonany 17 sierpnia 1944 roku w zespole leśnym w okolicy wsi Siekierno koło Suchedniowa. Odpowiedzialny za zbrodnię był oddział Armii Krajowej „Barwy Białe”. 

## Przebieg zbrodni
W sierpniu 1944 oddział Armii Krajowej „Barwy Białe”, wchodzący w skład 2. Pułku Piechoty Legionów AK (oddział powstał w listopadzie 1943 w Obwodzie Opatów AK) przemieszczał się w stronę Warszawy. Szedł z pomocą powstaniu warszawskiemu. 16 sierpnia trafił do wsi Siekierno. W trakcie patrolowania okolicy jego żołnierze natrafili na czterech młodych Żydów poszukujących prowiantu dla ukrywającej się w Lesie Siekierzyńskim większej grupy żydowskiej, złożonej z uciekinierów z obozu pracy przy zakładach zbrojeniowych „Hasag” w Skarżysku-Kamiennej. Po powzięciu wiedzy o ukrywających się Żydach dowódca oddziału por. Kazimierz Olchowik „Zawisza” wydał rozkaz „likwidacji” grupy. Jego realizację zlecił por. Edwardowi Sternikowi „Grzegorzowi”, który 17 sierpnia wyruszył na czele ok. 60 żołnierzy z oddziału AK w kierunku żydowskiego obozowiska. Na miejscu zastano kilkudziesięcioosobową grupę nieuzbrojonych cywilów, w tym kobiet (także małoletnich), koczujących w szałasach (uczestnicy zdarzenia podają liczby od 30 do 58 Żydów).
Według relacji Edwarda Sternika „Grzegorza” akt zamordowania cywilów przedstawiał się następująco: „Na miejscu zobaczyliśmy w szałasach leśnych około 30-tu osób narodowości żydowskiej, w tym i kilka kobiet. Ja wtedy wydałem rozkaz, aby ich wszystkich zebrać i wyprowadzić na polanę leśną. Następnie po wyprowadzeniu ich na polanę leśną wydałem rozkaz sierżantowi »Bolerokowi« aby wykonał wyrok śmierci na tych osobach narodowości żydowskiej, a sam odszedłem kilkanaście metrów w las, nie chcąc patrzeć na wykonanie tego wyroku. Po oddaniu strzałów do tych osób przez pozostałych członków AK wróciłem z powrotem z lasu na tę polanę i widziałem leżących zabitych już Żydów, a do niektórych jeszcze żyjących żołnierze oddali kilka strzałów”.
Motywy mordu nie są znane. Piotr Zychowicz utrzymuje, że rozkaz dowódcy oddziału AK w sprawie zabicia grupy Żydów mógł wynikać z obawy przed ściągnięciem przez koczującą w lesie grupę uwagi Niemców, a przez to ściągnięcie realnego niebezpieczeństwa militarnego dla oddziału partyzanckiego. Na możliwość taką wskazuje również historyk Marek Jedynak .

## Pochówek ofiar
Na trzeci dzień od mordu, partyzanci nakazali okolicznym chłopom dokonanie pochówku ofiar. Ciała zamordowanych leżały na stosie, były rozebrane do naga, zalane krwią, na głowach i piersiach miały rany postrzałowe. Leżały rozrzucone na terenie o powierzchni ok. 100 metrów kwadratowych. Zwłoki zakopano w nieoznaczonym miejscu w Lesie Siekierzyńskim w pobliżu mokradeł. Dokonującym pochówku AK-owcy nakazali milczenie pod groźbą śmierci.
Miejsce pochówku ofiar nie było następnie znane, a dokładna liczba ofiar nie została ustalona. Według Marka Jedynaka, udało się jednak na podstawie rozmów z okolicznymi mieszkańcami ustalić miejsce pochówku . Dariusz Libionka wskazuje liczbę 50–60 zamordowanych Żydów. Ewa Kołomańska, historyk z Mauzoleum w Michniowie, utrzymuje, że liczba ofiar wynosiła od 30 do 50 . Według niektórych relacji wśród zamordowanych były też dzieci, lecz budzi to wątpliwości .

## Krytyka źródeł informacji o zdarzeniu
Część publicystów podnosi argument, że przebieg mordu został ustalony głównie w oparciu o zeznania i inne dowody zebrane w toku śledztwa i postępowania sądowego przeprowadzonego w 1950 przez organy państwowe, które programowo zabiegały w okresie stalinowskim o kompromitację Armii Krajowej. 
Marek Jedynak, pracownik IPN, zauważył, że w przeciwieństwie do partyzantów z innych oddziałów, członkowie „Barw Białych” nie zostawili po sobie spisanych wspomnień .

## Odpowiedzialność prawna sprawców
Wiadomość o mordzie na grupie żydowskich cywilów dotarła do przełożonych służbowych por. Kazimierza Olchowika „Zawiszy”. Za wydanie rozkazu zabicia Żydów został on pozbawiony przez zwierzchników z AK dowództwa oddziału „Barwy Białe”.
W 1949 władze państwowe wszczęły śledztwo w sprawie mordu, a w 1950 proces sądowy osób oskarżonych o sprawstwo mordu. W jego ramach skazano sześciu żołnierzy AK. Na karę śmierci skazani zostali Jan Górski „Rzędzian” i Edward Sternik „Grzegorz”, lecz wyroki te złagodzono do 8 i 10 lat pozbawienia wolności. Władysław Cybula „Grzmot”, Władysław Kolasa „Leń” i Ryszard Nowacki „Pobożny” zostali skazani na dożywotnie więzienie, ale w roku 1957 wyroki zostały skrócone do 10 lat. Henryk Wierzbiński „Topór”, „Toporek” został skazany na 15 lat, w 1957 roku kara została skrócona do 8 lat. Pozostali oskarżeni otrzymali kary kilkuletniego pozbawienia wolności (więzienia opuścili w latach 50.). Kary uniknęli rozkazodawca por. Kazimierz Olchowik „Zawisza” (zmarł w 1979 w Australii) i sierżant Kazimierz Rudziński (Rudnicki?) „Bolerok” (losy powojenne nieznane).